# سوزان مور (آلاباما)
سوزان مور (به انگلیسی: Susan Moore) شهری در شهرستان بلاونت ایالت آلاباما است که مساحت آن ۱۳٫۵۹ کیلومتر مربع است و در سرشماری سال ۲۰۱۰ میلادی، ۷۶۳ نفر جمعیت داشته و تراکم جمعیتی آن، ۵۶٫۱۴ نفر در هر کیلومتر مربع بوده است.